# Guerra di successione castigliana
Con l'espressione di guerra di successione castigliana o seconda guerra civile castigliana ci si riferisce al conflitto militare svoltosi dal 1475 al 1479 per la successione alla Corona di Castiglia tra i sostenitori di Giovanna la Beltraneja, figlia del defunto re Enrico IV di Castiglia, e quelli di Isabella di Castiglia, sorellastra di quest'ultimo.
La guerra ebbe un marcato carattere internazionale perché Isabella era sposata con Ferdinando, erede della Corona d'Aragona, mentre Giovanna si sposò con il re Alfonso V del Portogallo. Anche la Francia intervenne, appoggiando il Portogallo per evitare la vittoria dell'Aragona, contro cui combatteva in Italia.
Nonostante alcuni successi iniziali dei sostenitori di Giovanna, la scarsa aggressività militare di Alfonso V e il risultato indeciso nella battaglia di Toro portarono alla disintegrazione dell'alleanza di Giovanna tra il 1476 e il 1477. A partire da quel momento il conflitto si ridusse a una guerra tra Castiglia e Portogallo e divenne di grande importanza la guerra navale nell'Oceano Atlantico, dove le flotte portoghesi si imposero su quelle castigliane nella lotta per l'accesso alle ricchezze della Guinea. Soprattutto dopo la decisiva battaglia navale della Guinea (1478).
La guerra si concluse nel 1479 con la firma del trattato di Alcáçovas, che riconosceva Isabella e Ferdinando come re di Castiglia e garantiva al Portogallo l'egemonia nell'Atlantico, con l'eccezione delle isole Canarie. Giovanna perse i suoi diritti al trono e dovette rimanere in Portogallo fino alla morte.
Questo conflitto è stato anche chiamato guerra civile castigliana, però questo nome induce a confonderla con altre guerre civili che ci furono in Castiglia nei secoli XIV e XV. Alcuni autori parlano di guerra del Portogallo però questo nome è parziale (chiaramente denota un punto di vista castigliano) e manca di notare che anche il partito juanista poteva considerarsi legittimamente castigliano. Altre volte è stato utilizzato il termine di guerra peninsulare, che però può essere confuso con il nome usato dagli inglesi per indicare la guerra d'indipendenza spagnola (1808-1814), all'interno delle guerre napoleoniche. Infine, alcuni autori preferiscono l'espressione neutra di guerra del 1475-1479.

## Precedenti

### Il problema della successione al trono di Castiglia

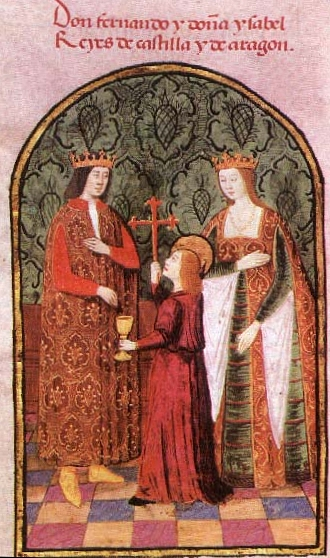
Isabella e Ferdinando.

Nel 1462 nacque Giovanna, la prima e unica figlia del re Enrico IV di Castiglia, che immediatamente fu nominata Principessa delle Asturie. Comunque, le pressioni di una parte della nobiltà obbligarono il re a privarla del titolo e a nominare erede al suo posto il fratellastro Alfonso nel 1464. Da questo momento nacque la diceria che affermava che la principessa Giovanna non era realmente figlia del re Enrico ma del suo "valido" (favorito), Beltrán de la Cueva, per cui incominciarono a chiamarla "la Beltraneja", dal nome del presunto padre.
Nel 1465 i nobili, riuniti ad Avila, detronizzarono Enrico e nominarono re Alfonso nella cosiddetta "farsa di Ávila". Questo portò a una guerra che ebbe termine solo nel 1468, con la morte di Alfonso. Enrico IV recuperò il potere e il titolo di successore incominciò a essere disputato tra Giovanna e Isabella, sorella di Alfonso. Enrico impose a Isabella il trattato de los Toros de Guisando, con il quale lei non si sarebbe potuta sposare senza il suo consenso.
Isabella ruppe con Enrico IV nel 1469, scappando per sposare il cugino, Ferdinando, erede della Corona d'Aragona nel Palacio de los Vivero di Valladolid il 19 ottobre 1469. Poco alla volta la coppia guadagnò appoggi, ottenendo il sostegno del legato papale Rodrigo Borgia (il futuro papa) nel 1472 e della potente casata dei Mendoza nel 1473.
Nel 1474 morì Enrico IV ed entrambe le candidate al trono furono proclamate regina di Castiglia dai rispettivi sostenitori.
I sostenitori di Giovanna, juanisti, coscienti della loro posizione di debolezza di fronte al partito isabellino, proposero al re del Portogallo, Alfonso V, zio di Giovanna, di sposarsi nonostante il rapporto di consanguineità e divenire quindi re di Castiglia. Alfonso accettò e così i rapporti di forza dei due partiti divennero più equilibrati e si profilò la guerra come unico metodo per risolvere il conflitto.

### Alleanze internazionali

L'Europa occidentale nel 1470.

Il regno di Francia e la corona d'Aragona avevano un'antica rivalità per il controllo del Rossiglione e, più recentemente, per l'egemonia in Italia. Nel giugno del 1474 le truppe francesi invasero il Rossiglione e gli aragonesi si dovettero ritirare. Ferdinando pregò il padre Giovanni II di non dichiarare guerra alla Francia, concentrando invece l'attenzione sugli affari castigliani. Tuttavia, di fronte alla prospettiva che l'erede del trono aragonese divenisse anche re di Castiglia, nel settembre del 1475 Luigi XI di Francia si schierò ufficialmente dalla parte di Giovanna e del Portogallo.
La Francia era contemporaneamente in guerra con il Ducato di Borgogna. Ciò rendeva i borgognoni alleati teorici del partito isabellino però in pratica proseguirono a fare la guerra per conto proprio, senza coordinare le proprie azioni con i castigliano-aragonesi. Anche l'Inghilterra entrò brevemente in guerra contro la Francia con lo sbarco del re Edoardo IV a Calais nel giugno del 1475; però, con un rapido accordo diplomatico, Luigi XI si accordò con Edoardo e nell'agosto siglò il trattato di Picquigny. Il re inglese concesse una tregua di nove anni in cambio di un'importante compensazione economica e tornò nel suo regno.
Da parte sua il regno di Navarra era in una guerra civile intermittente tra beaumontesi e agramontesi, cui si sovrapponevano i tentativi di Francia e Aragona di controllare il regno.
Per ultimo, il regno mussulmano di Granada si mantenne neutrale, nonostante gli sforzi portoghesi di coinvolgerlo nella guerra.

### Rivalità tra Castiglia e Portogallo nell'Atlantico

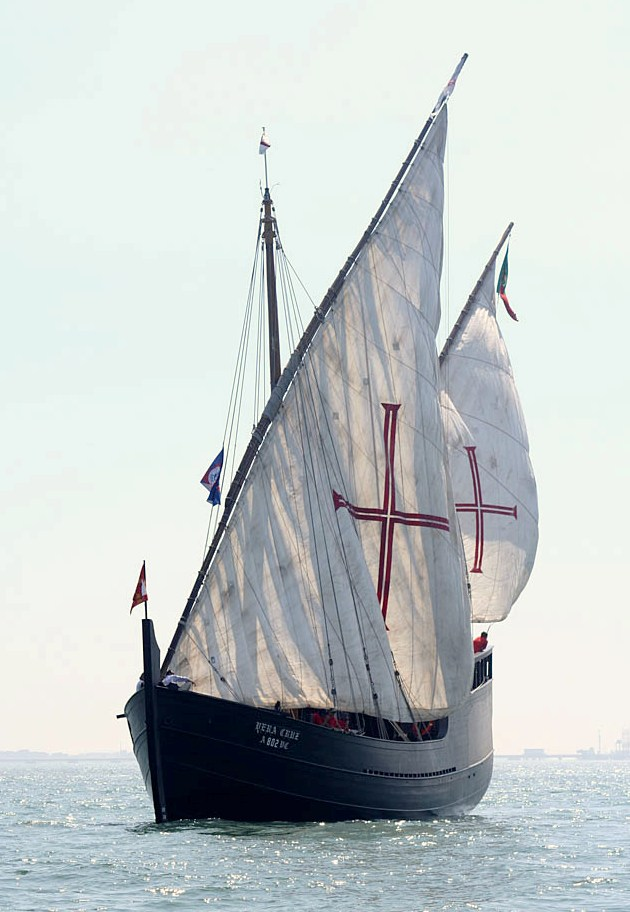
Ricostruzione attuale di una caravella portoghese.

Nel corso del secolo XV esploratori, commercianti e pescatori del Portogallo e della Castiglia si erano spinti sempre più profondamente nell'Oceano Atlantico. Il possesso delle Isole Canarie fu da principio un motivo di frizione tra le due corone. Più tardi il controllo del commercio con i territori della Guinea e la Mina, molto ricchi di oro e schiavi, si trasformò in una disputa più rilevante.
Durante la prima metà del secolo la Castiglia organizzò la conquista di alcune delle isole Canarie (Lanzarote, Fuerteventura, Hierro e Gomera) mediante patti di vassallaggio prima con cavalieri normanni e poi con nobili castigliani. Il Portogallo mantenne il suo contrasto al controllo castigliano sulle isole e da parte sua sviluppò l'esplorazione della Guinea, ottenendo grandi benefici commerciali.
A partire dal 1452 il papa Niccolò V e il successore Callisto III modificarono la precedente politica di neutralità della Santa Sede ed emisero una serie di bolle favorevoli al Portogallo, riservando a questo paese il controllo del commercio e l'autorità religiosa in un'ampia zona «in tutta la Guinea» e «oltre». Non arbitrarono la questione delle Canarie, la cui conquista d'altro lato era relativamente rallentata. Il re del Portogallo adottò una politica commerciale aperta, permettendo ai sudditi stranieri di commerciare nelle coste africane in cambio delle corrispondenti imposte. L'unico che ne risentiva negativamente era il re di Castiglia.
Nell'agosto del 1475, dopo lo scoppio della guerra, Isabella reclamò che «le parti dell'Africa et Guinea» appartenevano alla Castiglia per diritto e incitò i suoi commercianti a navigare là, dando inizio alla guerra navale nell'Atlantico.

## Il conflitto

### I partiti nel 1475
A favore di Giovanna:
- Portogallo.
- Francia.
- Una parte dell'alta nobiltà castigliana:
  - Alfonso Carrillo de Acuña, arcivescovo di Toledo
  - la famiglia Estúñiga
  - Diego López Pacheco y Portocarrero, marchese di Villena
  - Rodrigo Ponce de León, marchese di Cadice[4]
  - Rodrigo Téllez Girón, Gran maestro dell'Ordine di Calatrava.

A favore di Isabella:
- la Corona di Aragona
- il resto della nobiltà castigliana:
  - la potente famiglia Mendoza
  - la famiglia Lara
  - Enrique Pérez de Guzmán y Meneses, duca di Medina-Sidonia
  - l'ex-favorito reale Beltrán de la Cueva
  - l'Ordine di Santiago
  - l'Ordine di Calatrava eccetto il suo Gran maestro.[5]

Il ducato di Borgogna e il regno d'Inghilterra nel 1475 erano in guerra contro la Francia però non coordinarono le loro azioni con i sostenitori di Isabella e per questo non sono considerati normalmente come parte integrante del partito isabellino.

### La lotta per il trono (maggio 1475 - settembre 1476)

#### Alfonso V entra in Castiglia
Un esercito portoghese entrò nel territorio della Corona di Castiglia con Alfonso V al comando, il 10 maggio del 1475 e avanzò fino a Plasencia, dove l'aspettava Giovanna. In questa città il 25 maggio Giovanna e Alfonso furono proclamati re e regina della Castiglia e si sposarono, lasciando tuttavia il matrimonio in sospeso in attesa della dispensa papale che ottennero alcuni mesi più tardi. Da lì marciarono verso Arévalo, con l'intenzione di dirigersi a Burgos. Tanto il castello di Burgos come le città di Plasencia e di Arévalo erano controllati dagli Estúñiga, sostenitori di Giovanna, quantunque la città di Burgos in sé fosse isabellina. Da lì Alfonso sperava di potersi collegare con le truppe inviate dal suo alleato Luigi XI di Francia.
Comunque Alfonso incontrò in Castiglia meno appoggi di quelli sperati e cambiò i suoi piani, preferendo dedicarsi a consolidare il controllo della zona più vicina al Portogallo, in particolare Toro, città che li accolse favorevolmente, anche se la guarnigione del castello si proclamò fedele a Isabella. Accettarono il re portoghese anche Zamora e altre città del Regno di León nel basso Duero. Nella Mancia, Rodrigo Téllez Girón gran maestro dell'Ordine di Calatrava, juanista, conquistò Ciudad Real, però subito il tesoriere dello stesso ordine e Rodrigo Manrique gran maestro dell'Ordine di Santiago recuperarono la città al partito isabellino.
Ferdinando concentrò un grande esercito a Tordesillas e il 15 luglio ordinò di porsi in marcia, cercando lo scontro con Alfonso. Quattro giorni più tardi giunse a Toro, però il portoghese rifiutò di combattere e a Ferdinando, cui mancavano le risorse per un assedio prolungato, non rimase che tornare a Tordesillas e sciogliere il suo esercito. Il castello di Toro si arrese ad Alfonso V, che tuttavia, non ne approfittò per avanzare sopra Burgos e quindi si diresse ad Arévalo con la speranza dell'intervento francese.
Rodrigo Alfonso Pimentel, conte di Benavente, sostenitore di Isabella, si sistemò con una piccola forza a Baltanás per controllare i portoghesi. Fu attaccato il 18 novembre 1475, sconfitto e fatto prigioniero dopo una dura resistenza. Anche se questa vittoria gli apriva la strada per Burgos, Alfonso V decise ancora una volta di ritirarsi a Zamora. La mancanza di spirito combattivo del re del Portogallo indebolì il campo juanista in Castiglia, che incominciò a dissolversi.

#### Contrattacco isabelino
Le truppe isabelline contrattaccarono prendendo Trujillo e ottenendo il controllo delle terre dell'Ordine di Alcántara, gran parte di quelle dell'Ordine di Calatrava e del marchesato di Villena. Il 4 dicembre una parte della guarnigione di Zamora si ribellò contro il re Alfonso, che dovette ripiegare a Toro. La guarnigione portoghese mantenne il controllo del castello, mentre la città accolse Ferdinando il giorno seguente.
Nel gennaio 1476 il castello di Burgos si arrese a Isabella con un accordo che evitò rappresaglie contro gli sconfitti.

#### La battaglia di Toro

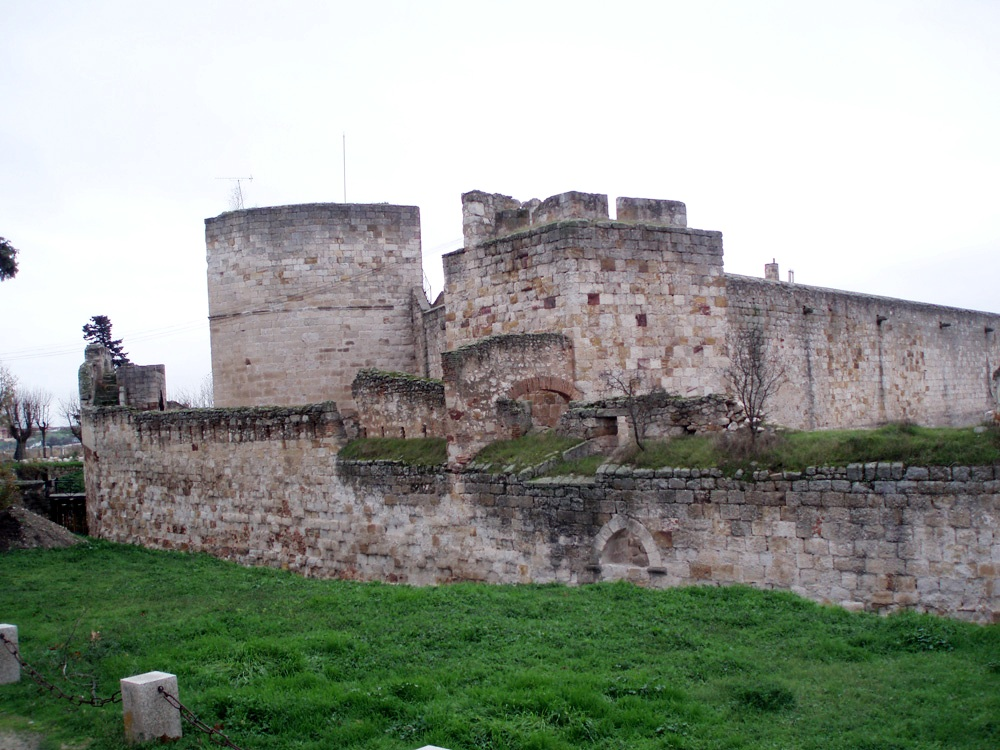
Castello di Zamora.

Nel febbraio l'esercito portoghese, rinforzato da nuove truppe portate dal principe Giovanni, lasciò la sua base a Toro e accerchiò Ferdinando a Zamora. Comunque l'assedio era meno duro per gli assediati che per i portoghesi, che si trovavano sotto le intemperie nel duro inverno castigliano, cosicché il 1º marzo Alfonso tolse il campo e si ritirò verso Toro. Le truppe di Ferdinando si lanciarono all'inseguimento e lo raggiunsero a una lega (circa 4/5 chilometri) da questa città, obbligandolo a impegnare il combattimento. Seguirono tre ore di lotta molto confusa, interrotta dalla pioggia e dal calar della notte. Il re portoghese si ritirò a Castronuño con parte delle sue truppe mentre suo figlio Giovanni rimase a Toro, ripiegandosi ordinatamente con il suo esercito all'interno delle mura e facendo anche prigionieri alcuni nemici.
Da un punto di vista puramente militare la battaglia è stata considerata un pareggio, ma una vittoria politica per la causa dei re cattolici. Di fatto la propaganda di entrambi i partiti reclamò la vittoria nelle proprie cronache. Comunque politicamente la battaglia fu decisiva perché successivamente il grosso delle truppe portoghesi si ritirò nel Portogallo assieme alla regina Giovanna, il cui partito rimase così quasi totalmente senza difese in Castiglia.

#### La guerra in mare
Uno degli obbiettivi di Isabella e Ferdinando nella guerra era sottrarre al Portogallo il monopolio dei ricchi territori atlantici che controllava. L'oro e gli schiavi della Guinea costituivano sempre più un'importante fonte di entrate per finanziare la guerra, così le spedizioni in Guinea furono una priorità per entrambi i contendenti.
Dallo scoppio della guerra le imbarcazioni portoghesi percorrevano le coste andaluse sequestrando navi mercantili e da pesca. Per porre fine a questa situazione, Ferdinando e Isabella inviarono quattro galere al comando di Alvaro de la Nava, che riuscì a frenare le incursioni portoghesi e inoltre si spinse a saccheggiare la città di portoghese di Alcantín, sulla Guadiana.
Da parte loro i marinai di Palos si diedero a saccheggiare le coste della Guinea. Alfonso de Palencia, il cronista ufficiale della regina Isabella, racconta di una spedizione in cui due caravelle di questo porto onubense catturarono 120 "azanega" (africani di pelle chiara) e li vendettero come schiavi. Nonostante la protesta dei re africani, presto arrivò un'altra flottiglia di tre caravelle che trasse in schiavitù, niente meno che un re azanega e 140 nobili del suo popolo. Nel maggio 1476 la regina Isabella ordinò che rinunciassero a questo rey de Guinea catturato e al suo seguito per liberarli. L'ordine fu eseguito solo a metà perché, sebbene il re fosse liberato e riportato nella sua patria alcuni mesi più tardi, i personaggi del suo seguito furono tutti venduti come schiavi.
Nel 1476 una flotta portoghese di 20 imbarcazioni comandata da Fernão Gomes partì verso la Guinea per recuperarne il controllo. I re di Castiglia ordinarono di preparare una flotta per seguire i portoghesi e posero al comando Carlos de Valera. Questi ebbe molte difficoltà a preparare la spedizione, secondo Palencia a causa dell'opposizione da parte di Rodrigo Ponce de León, marchese di Cadice, di Enrique Perez de Guzman e Meneses, duca di Medina Sidonia e della famiglia Estúñiga.
I preparativi furono ritardati anche da una battaglia navale che ebbe luogo quando gli spagnoli vennero a sapere che una o due navi portoghesi con un ricco carico si apprestavano a lasciare il Mediterraneo in rotta verso il Portogallo ed erano in attesa del pirata Alvar Mendez, che veniva a scortarle. Una flotta capitanata da Carlos de Valera e Andrés Sonier e composta da cinque galere e cinque caravelle le intercettò davanti a Sanlúcar, ottenendo la vittoria dopo una dura battaglia.
Quando alla fine Valera riuscì a mettere insieme 3 navi vascone e 9 caravelle andaluse (25 caravelle secondo Palencia) tutte armate pesantemente, non avevano più la possibilità di intercettare la flotta portoghese e perciò decisero, dopo uno scalo a Porto Santo, di dirigersi all'isola di Antonio Noli, di fronte alle coste della Guinea. Saccheggiarono l'isola e catturarono Noli, che allora era vassallo del re del Portogallo. Continuarono partendo verso le coste dell'Africa, dove catturarono due caravelle del marchese di Cadice con un carico di 500 schiavi. Dopo di ciò i marinai di Palos si separarono dalla spedizione, e perciò Valera dovette ritornare in Andalusia, dato che i "palermos" (i marinai di Palos) erano i più esperti nella navigazione della Guinea.
Apparentemente, questa spedizione ottenne pochi vantaggi economici, perché gran parte degli schiavi fu restituita al marchese di Cadice e perché Valera dovette compensare il duca di Medina Sidonia per i danni sull'isola di Noli, che il duca reclamava come sua.

#### Intervento francese

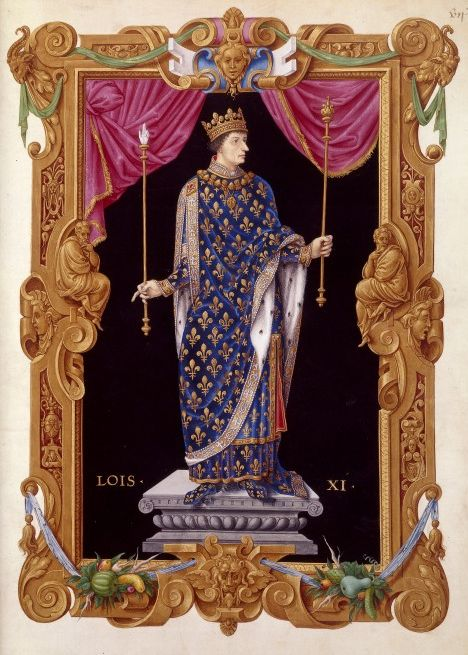
Luigi XI di Francia.

Il 23 settembre 1475 Luigi XI di Francia firmò un trattato di alleanza con Alfonso V del Portogallo.
Tra marzo e giugno 1476 le truppe francesi guidati da Alan d'Albret cercarono di forzare il passaggio attraverso la località strategica di frontiera di Fuenterrabía, ma furono respinti. Ferdinando approfittò della situazione per rinforzare la sua posizione nel convulso Regno di Navarra. Nel mese di agosto incominciarono a Tudela i negoziati che culminarono con la firma di un accordo in base al quale agramontesi e beaumontesi posero fine al loro confronto e Ferdinando ottenne per la Castiglia il controllo di Viana, Puente la Reina e di altri luoghi, come pure il diritto di mantenere una guarnigione di 150 lance a Pamplona. Così la Castiglia era protetta militarmente contro un'eventuale penetrazione francese in Navarra.
Nell'agosto 1476 Alfonso V del Portogallo partì per la Francia, dopo la firma di una tregua con Isabella e Ferdinando. Lì cercò di convincere Luigi XI di impegnarsi più a fondo nella guerra, ma questi respinse la proposta perché era intento a combattere il suo principale nemico, Carlo il Temerario duca di Borgogna. Dopo questo grave battuta d'arresto diplomatica, Alfonso si fermò in Francia e pensò di abdicare.

#### Scontro di Capo San Vicente
Il re di Francia aveva inviato in Portogallo la flotta del pirata normanno Coullon come aiuto. Nel mese di agosto 1476 quando il re Alfonso partì per la Francia, inviò contemporaneamente due galere portoghesi cariche di soldati assieme alle 11 imbarcazioni di Coullon a portare aiuto al castello di Ceuta. Lungo il percorso, il 7 agosto, questa flotta incrociò cinque navi mercantili armate provenienti da Cadice e dirette in Inghilterra: 3 grandi caracche genovesi, una galera e un'urca fiamminga. Coullon cercò di fermare i mercanti con uno stratagemma ma non ci riuscì e fu impegnato in una feroce battaglia in cui i franco-lusitani riuscirono vittoriosi. Tuttavia, a causa dell'uso di armi incendiarie da parte dei francesi, si innescò un incendio che si propagò sulle due imbarcazioni genovesi e sull'urca fiamminga, ma anche sulle due galere portoghesi e su due navi di Coullon. Secondo Palencia, circa 2 500 francesi e portoghesi morirono in questo disastro.

### Consolidamento di Isabella e Ferdinando (settembre 1476 - gennaio 1479)
Dopo la loro vittoria nella battaglia di Toro, il rifiuto francese di attaccare e la tregua chiesta da Alfonso V, Ferdinando e Isabella erano saldamente radicati sul trono di Castiglia. I nobili del partito juanista dovettero accettare la situazione e passare dalla parte dei re. La guerra fu ridotta a scaramucce e piccoli scontri lungo il confine portoghese e soprattutto il proseguimento della guerra navale per il controllo del commercio atlantico.

#### Sottomissione dei sostenitori juanisti a Isabella e Ferdinando
Durante tutto il 1476 si sottomisero ai re i principali nobili che appoggiavano Giovanna, in particolare quelli della famiglia Pacheco-Girón: Juan Téllez Girón e il fratello Rodrigo, Luis de Portocarrero e, nel settembre, Diego López Pacheco, marchese di Villena.
Nel novembre 1476 le truppe di Isabella presero il castello di Toro. Nei mesi successivi i re cattolici ripresero gli ultimi villaggi di frontiera controllati dai portoghesi e liberarono dagli avversari l'Estremadura.
Nel luglio 1477 Isabella giunse a Siviglia, la città più popolosa della Castiglia, con l'obiettivo di consolidare il suo controllo sulle grandi famiglie nobili dell'Andalusia. Nel mese di aprile 1476 aveva già concesso un primo perdono a Rodrigo Ponce de León, marchese di Cadice, che aveva recuperato potere, mentre il suo rivale, il potente Enrique Perez de Guzman y Meneses, duca di Medina Sidonia, inizialmente la principale figura isabellina in Andalusia, stava cadendo in disgrazia con il re. Attraverso abili negoziati, la regina riuscì a prendere il controllo delle principali fortezze del Regno di Siviglia occupate sia dal marchese sia dal duca, e invece di restituirle ai legittimi proprietari, nominò a sua volta persone di sua fiducia. Fu vietato anche a entrambi i nobili l'ingresso nella città di Siviglia, con il pretesto del rischio di scontri, se fossero entrati in contatto. In questo modo scomparse il controllo politico che il duca aveva esercitato su Siviglia, che passò a essere saldamente controllata dalla Corona.
Uno dei pochi nobili che si rifiutarono di sottomettersi ai re fu il maresciallo Fernán Arias de Saavedra. La sua fortezza di Utrera subì un lungo assedio da parte delle truppe isabelline; finalmente fu presa d'assalto nel marzo 1478 e gli sconfitti subirono un duro castigo.
Il primo figlio maschio dei re, Giovanni, nacque a Siviglia il 30 giugno 1478, aprendo nuove prospettive di stabilità dinastica per il partito isabellino.

#### Ritorno di Alfonso V
Dopo il fallimento diplomatico in Francia, Alfonso V finalmente si decise a rientrare in Portogallo. Al suo arrivo nel mese di ottobre 1477 venne a sapere che suo figlio Giovanni si era proclamato re. Tuttavia, Giovanni ricevette con gioia il ritorno di suo padre e restituì immediatamente la corona.

#### Spedizioni in Guinea a alle Canarie del 1478
Si sa che nel 1477 partì dall'Andalusia una flotta per la Guinea, ma i dati su questa flotta sono molto scarsi. Ne facevano parte la caracca Salazar e la caravella Santa María Magdalena.
Al principio del 1478 i Re Cattolici prepararono nel porto di Sanlúcar due nuove spedizioni, una diretta a la Mina de Oro e l'altra destinata alla conquista dell'isola della Gran Canaria, con un totale di almeno 35 imbarcazioni. Le due flotte navigarono assieme fino alle Isole Fortunate e lì si separarono.
Il principe Giovanni del Portogallo, avendo saputo dei piani castigliani, preparò un'armata superiore come numero per sorprendere i nemici alle Canarie. La maggior parte della flotta castigliana della Gran Canaria non aveva ancora sbarcato il grosso delle truppe, quando giunse la notizia che si stava avvicinando una squadra portoghese. Immediatamente le navi levarono le ancore, lasciando a terra solamente 300 soldati castigliani circa, che nonostante il loro piccolo numero riuscirono a impedire lo sbarco portoghese. Tuttavia, questo distaccamento era insufficiente per conquistare l'isola e fu ridotto all'inattività fino a che una nuova flotta spagnola non arrivò nell'isola alla fine dell'anno successivo.
L'altra flotta castigliana arrivò a la Mina senza problemi e ottenne grandi quantità di oro. Tuttavia, l'eccessiva avidità del rappresentante commerciale della Corona li fece restare lì per parecchi mesi e ciò diede tempo alla flotta portoghese di raggiungerli. I castigliani furono attaccati di sorpresa, sconfitti e portati prigionieri a Lisbona. Secondo Pulgar, le entrate così ottenute permisero a re Alfonso di rilanciare la guerra per terra contro la Castiglia. Le fonti portoghesi sostengono che sia i prigionieri catturati sia gran parte dell'oro catturato furono restituiti alla Castiglia dopo la firma dell'accordo di pace nel 1479.

#### Pace tra Castiglia e Francia
Alla fine del 1478, prima che arrivasse in Castiglia la notizia della rotta a la Mina, arrivò alla corte dei Re Cattolici un'ambasciata del re Luigi XI di Francia, offrendo un trattato di pace. L'accordo fu firmato a Guadalupe e incluse i seguenti punti:
- Luigi XI riconosceva Isabella e Ferdinando come re di Castiglia e León.
- Ferdinando si impegnava a rompere la sua alleanza con Massimiliano duca di Borgogna.
- Accordo di arbitrato sulle questioni relative al Rossiglione.

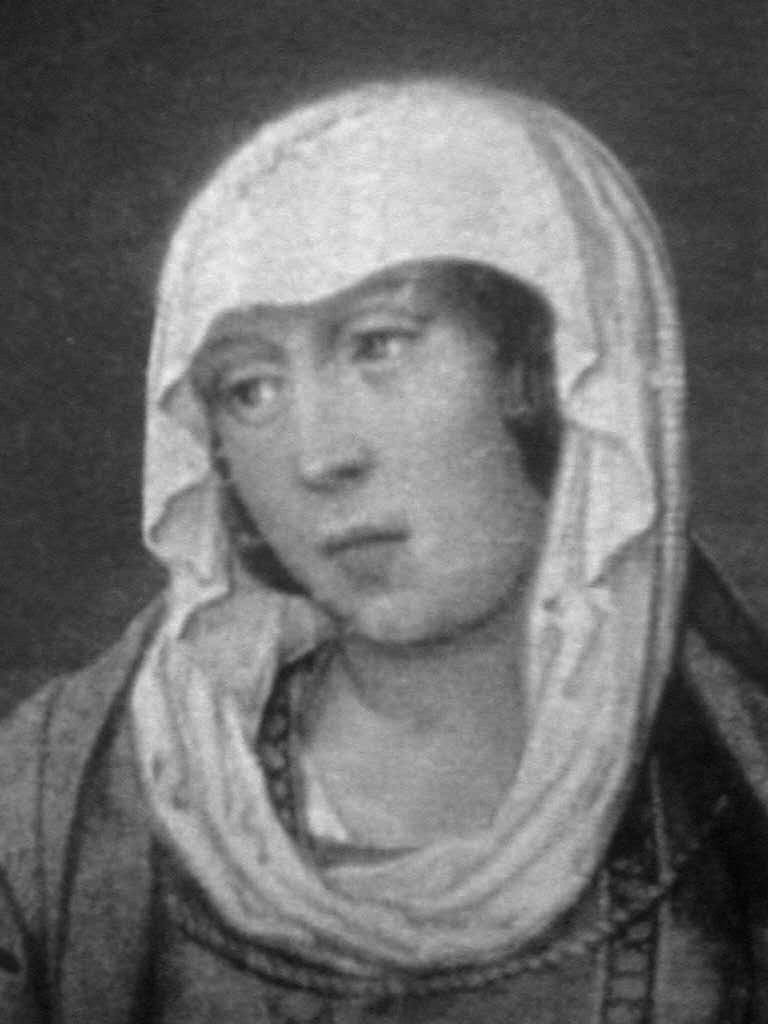
Giovanna.

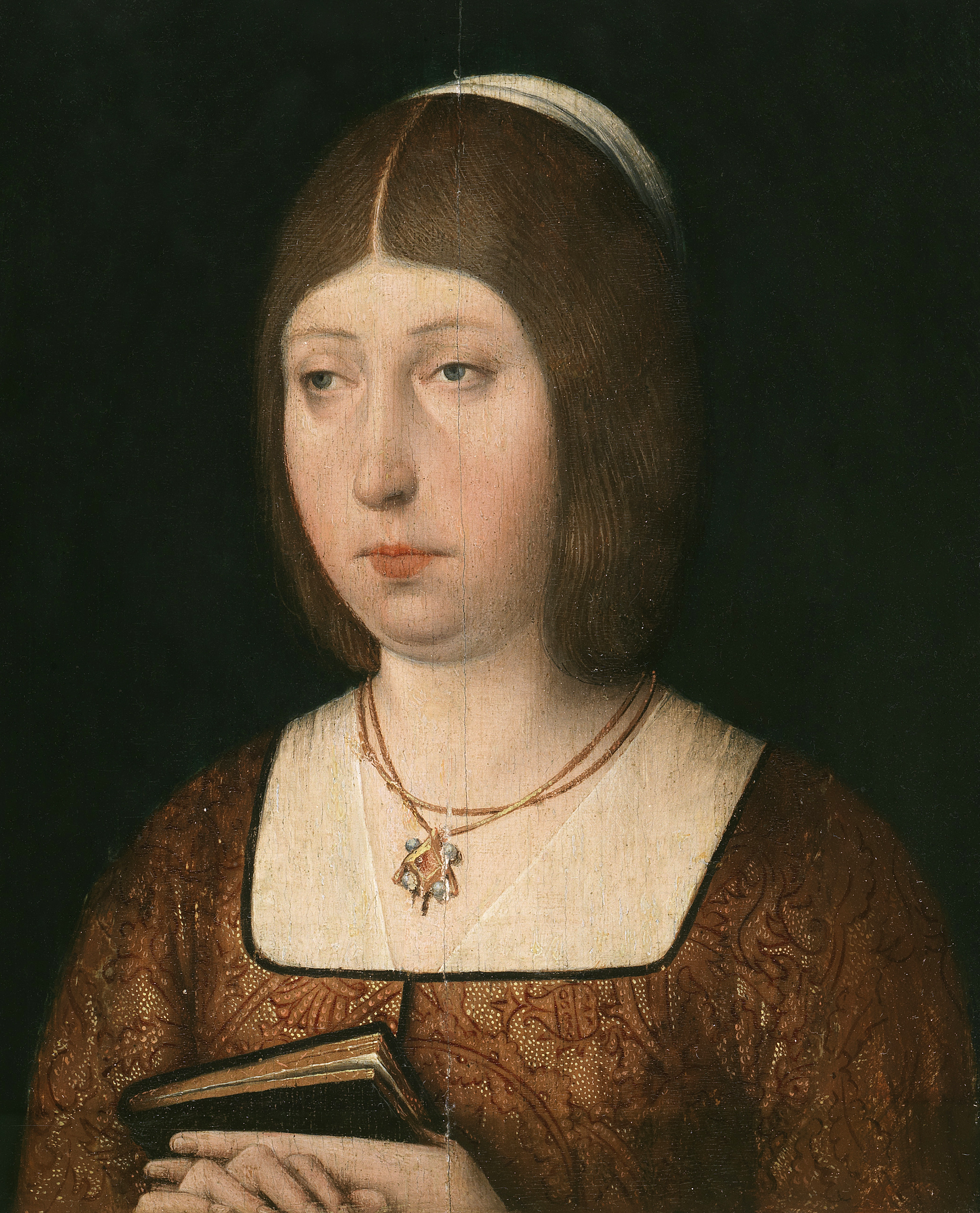
Isabella.

### Fase finale (gennaio - settembre 1479)
Alla fine del 1478 alcuni dei principali nobili del partito juanista si erano rivoltati in Estremadura, La Mancia (marchese di Villena) e Galizia. I portoghesi, rafforzati dalla loro grande vittoria navale in Guinea, intervennero nuovamente in Castiglia per soccorrere i propri alleati.

#### Offensiva portoghese

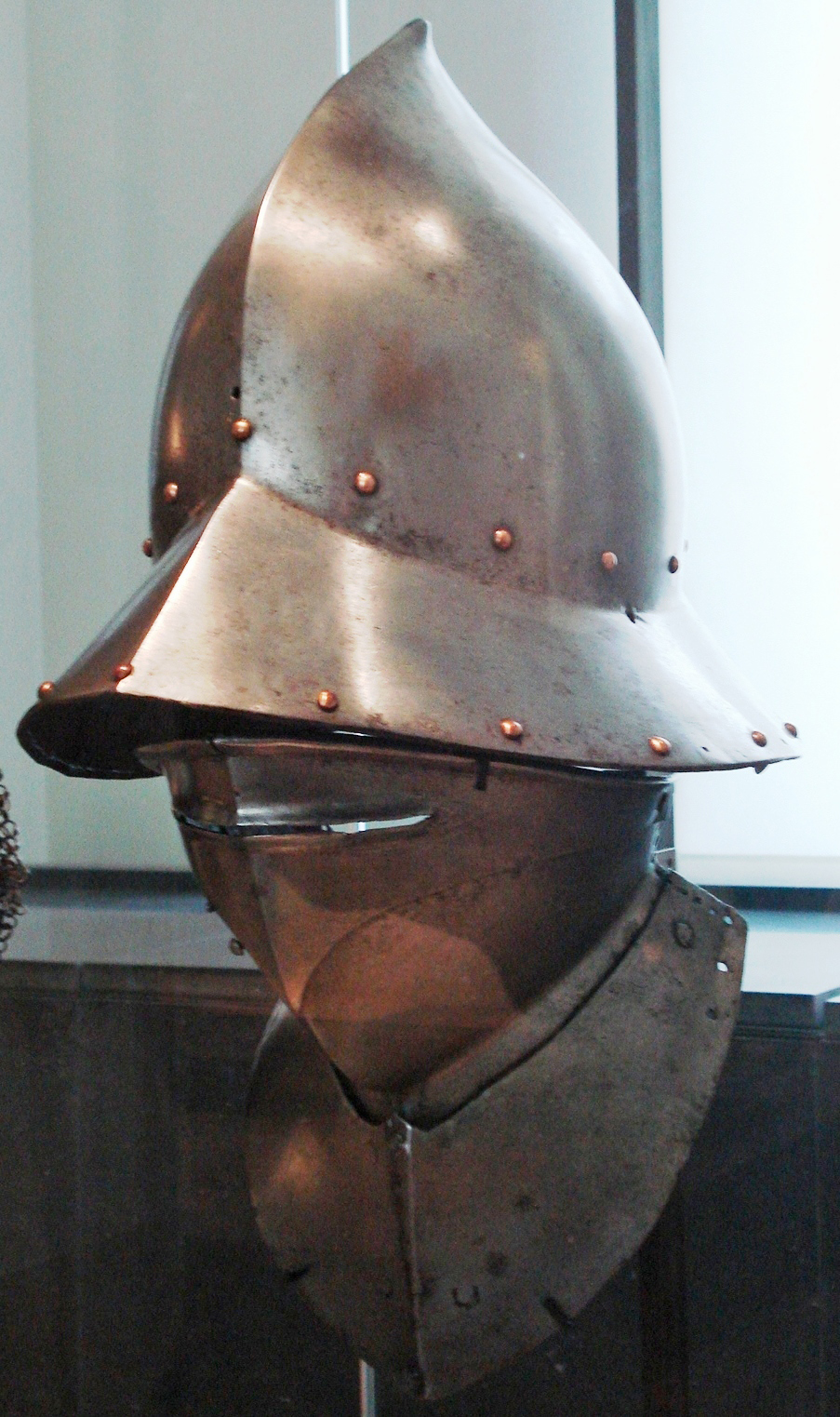
Elmo spagnolo del 1470.

Nel febbraio 1479 un esercito portoghese guidato da García de Meneses, vescovo di Évora, penetrò in Estremadura. Suo obbiettivo era occupare e rinforzare le piazze di Mérida y Medellín, controllate da Beatriz Pacheco, contessa de Medellín, sostenitrice di Alfonso V. Secondo Palencia, l'esercito portoghese era composto da circa 1 000 cavalieri (tra cui 250 castigliani) più la fanteria. Oltre a loro marciavano 180 cavalieri dell'Ordine di Santiago inviati dal tesoriere Alfonso de Monroy, anche lui sostenitore di Alfonso V.
Il 24 febbraio nei pressi della collina di Albuera andarono incontro a questo esercito le forze isabelline, comandate da Alonso de Cárdenas, Gran maestro dell'Ordine di Santiago: circa 500 cavalieri del suo ordine, 400 cavalieri della Hermandad Popular (principalmente di Siviglia) e circa 100 fanti. Lo scontro fu incerto. La fanteria isabellina subì un duro attacco dalla cavalleria juanista e si disorganizzò presa dal panico ma venne in soccorso il Gran maestro dell'Ordine di Santiago e alla fine i portoghesi doverono ritirarsi, lasciando un importante bottino sul campo di battaglia oltre a circa 85 cavalieri morti, a fronte di sole 15 perdite isabelline.
Tuttavia, la vittoria isabelina ad Albuera fu solo parziale, perché la maggior parte dell'esercito portoghese poté rifugiarsi a Mérida e poi continuare la marcia fino a Medellín, che riuscì anche a occupare, con il che i lusitani raggiunsero i due obiettivi principali della loro offensiva. I sostenitori del re Ferdinando d'altra parte poterono mettere sotto assedio entrambe le città.

#### Il Papa cambia partito
Il nunzio apostolico Jacobo Rondón de Seseña arrivò in Castiglia con la notizia che il papa Sisto IV rettificava e annullava la dispensa concessa in precedenza ad Alfonso V per sposare sua nipote Giovanna. Ciò indebolì gravemente la legittimità del partito juanista e le pretese del re portoghese al trono di Castiglia.

#### Ultimi sforzi castigliani in mare
Nonostante la grave sconfitta navale del 1478, nel febbraio 1479 i re cattolici cercarono di organizzare una nuova flotta di circa 20 caravelle per espellere i portoghesi da La Mina. Comunque non poterono riunire le imbarcazioni necessarie e nessuna spedizione importante riuscì a partire dai porti castigliani fino alla firma della pace con il Portogallo.

#### Conversazioni di pace
All'inizio dell'aprile 1479 il re Ferdinando arrivò ad Alcántara per partecipare ad alcune conversazioni di pace, promosse dalla principessa Beatrice, cugina di Alfonso V e zia di Isabella di Castiglia. I negoziati durarono 50 giorni e alla fine non si giunse a nessun accordo.
I due partiti continuarono le ostilità, cercando di migliorare le proprie posizioni in vista di nuovi negoziati. Isabella e Ferdinando lanciarono un'offensiva contro l'arcivescovo di Toledo, che si dovette sottomettere, il che permise loro di affrontare meglio il potente marchese di Villena. Intanto le guarnigioni portoghesi in Estremadura resistevano con successo al duro assedio castigliano.
Le discussioni sulla pace si riannodarono nell'estate e questa volta si arrivò a un accordo.

## Trattato di pace

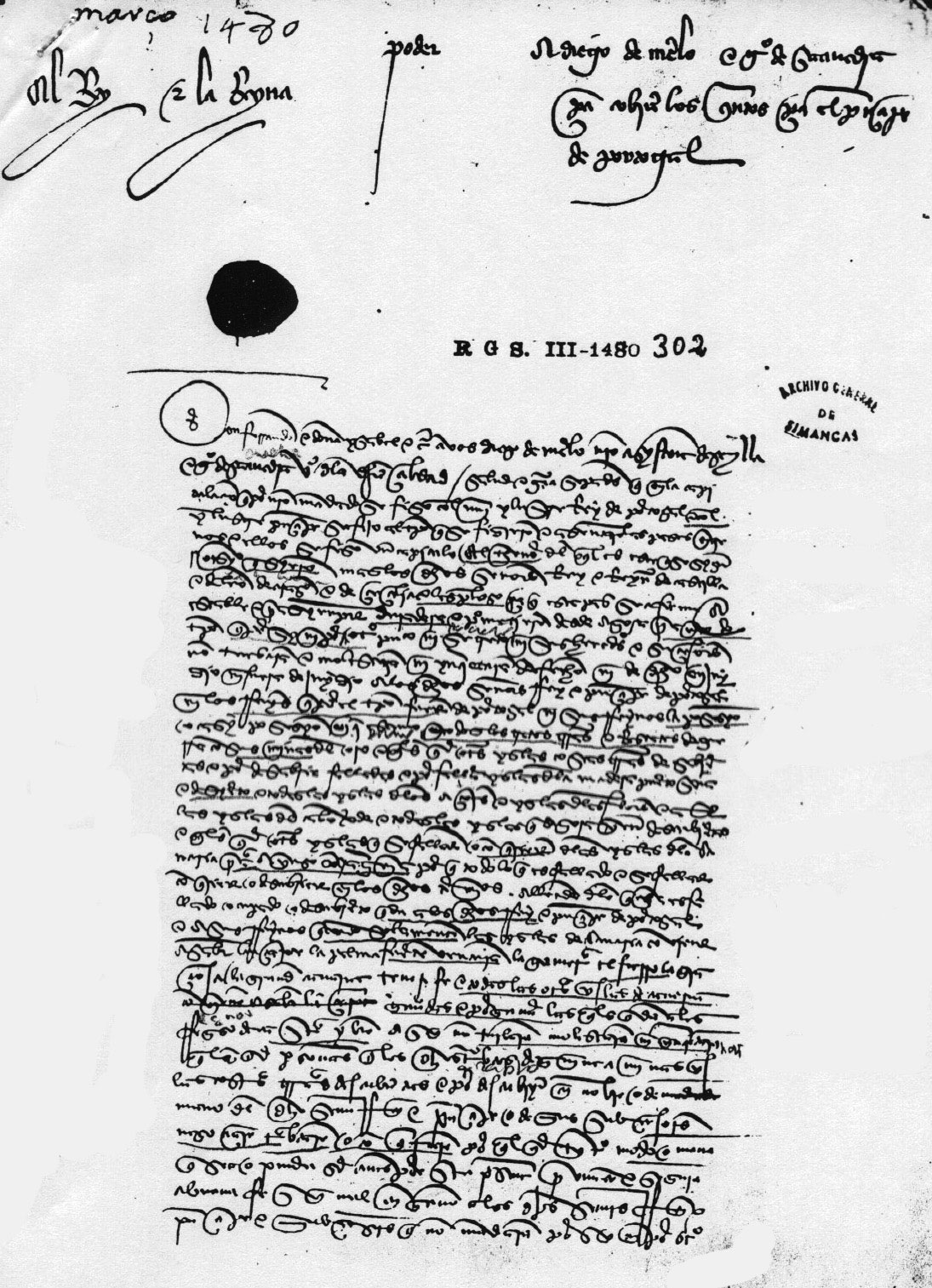
Il trattado di Alcáçovas.

Il trattato che pose fine alla guerra fu firmato nella città portoghese di Alcáçovas il 4 settembre 1479. L'accordo fu ratificato dal re del Portogallo l'8 settembre 1479 e dai re di Castiglia e Aragona a Toledo il 6 marzo 1480 e per questo è anche noto come Trattato di Alcáçovas-Toledo.
Con questo accordo, Alfonso V rinunciò al trono di Castiglia mentre Isabella e Ferdinando in cambio rinunciarono al trono portoghese. Le due corone si ripartirono le zone d'influenza nell'Atlantico, lasciando al Portogallo la maggior parte dei territori, con l'eccezione delle Canarie (di cui non erano ancora state conquistate la Gran Canaria, La Palma e Tenerife).
Contestualmente furono firmati due accordi (abitualmente chiamati "Tercerías de Moura") che risolvevano la questione dinastica castigliana. In primo luogo imponevano alla principessa Giovanna la rinuncia a tutti i suoi titoli castigliani e la sua reclusione in un convento o le sue nozze con l'erede dei re cattolici, il principe Giovanni. Giovanna scelse il convento, da dove rimase comunque attiva nella vita politica fino alla morte.
In secondo luogo, ci si accordava sulle nozze dell'infanta Isabella, figlia di Isabella e Ferdinando, con l'erede del trono portoghese, Alfonso, così come il pagamento da parte dei genitori della sposa di un'enorme dote che in pratica rappresentava un indennizzo di guerra ottenuta dal Portogallo.

### Fonti d'epoca
- Alfonso de Palencia. Gesta Hispaniensia ex annalibus suorum diebus colligentis (le prime tre decadi pubblicate come Crónica del rey Enrique IV da Antonio Paz y Meliá nel 1904 e la quarta come Cuarta Década da José Lopez de Toro nel 1970).
- Rui de Pina. Chronica d'El-Rei D. Affonso V (ed. Bibliotheca de Classicos Portuguezes, Lisboa, 1904).
- Hernando del Pulgar. Crónica de los señores reyes católicos Don Fernando y Doña Isabel (Biblioteca de autores españoles, vol. 70; 1923).